# جامعة ماركيت
جامعة ماركيت (بالإنجليزية: Marquette University)، هي جامعة يسوعية خاصة للبحوث تقع في مدينة ميلووكي بولاية ويسكونسن، الولايات المتحدة. تأسست في 28 أغسطس 1881 باسم "كلية ماركيت" على يد جون هيني [الإنجليزية]، أول رئيس أساقفة لأبرشية ميلووكي. كانت في البداية مؤسسة للذكور فقط، لكنها أصبحت في عام 1909 أول جامعة كاثوليكية مختلطة في العالم.
تُعد جامعة ماركيت عضوًا في رابطة الكليات والجامعات اليسوعية، وهي معتمدة من قبل لجنة التعليم العالي. بلغ عدد طلابها نحو 11,000 طالب في عام 2023. وتصنّف الجامعة ضمن فئة "R2: جامعات الدكتوراه – نشاط بحثي عالٍ". وتُعد من أكبر الجامعات اليسوعية في الولايات المتحدة، وأكبر جامعة خاصة في ولاية ويسكونسن.
تنقسم الجامعة إلى 11 كلية ومعهدًا في الحرم الجامعي الرئيسي في ميلووكي، وتقدم برامج في الفنون الحرة، والأعمال، والاتصال، والتعليم، والهندسة، والقانون، وعلوم الصحة. كما تُدرّس الجامعة مقررات في ضواحي ميلووكي وفي العاصمة واشنطن. وعلى الرغم من أن أغلب طلابها يدرسون لدرجات البكالوريوس، فإن لديها أكثر من 68 برنامجًا للدراسات العليا والدكتوراه، ومدرسة قانون، ومدرسة طب أسنان (هي الوحيدة في ولاية ويسكونسن)، بالإضافة إلى 22 برنامجًا لشهادات الدراسات العليا.
تشارك الفرق الرياضية الجامعية، المعروفة باسم "النسور الذهبية"، في منافسات الرابطة الوطنية لرياضة الجامعات (NCAA) ضمن القسم الأول، وتحديدًا في مؤتمر "بيغ إيست". ومن بين أعضاء هيئتها التدريسية وخريجيها الحاليين والسابقين يوجد 43 باحث فولبرايت، و6 علماء حاصلين على منحة هاري إس. ترومان، و6 حكام ولايات، و3 أعضاء في مجلس الشيوخ الأمريكي.

## تاريخ الجامعة

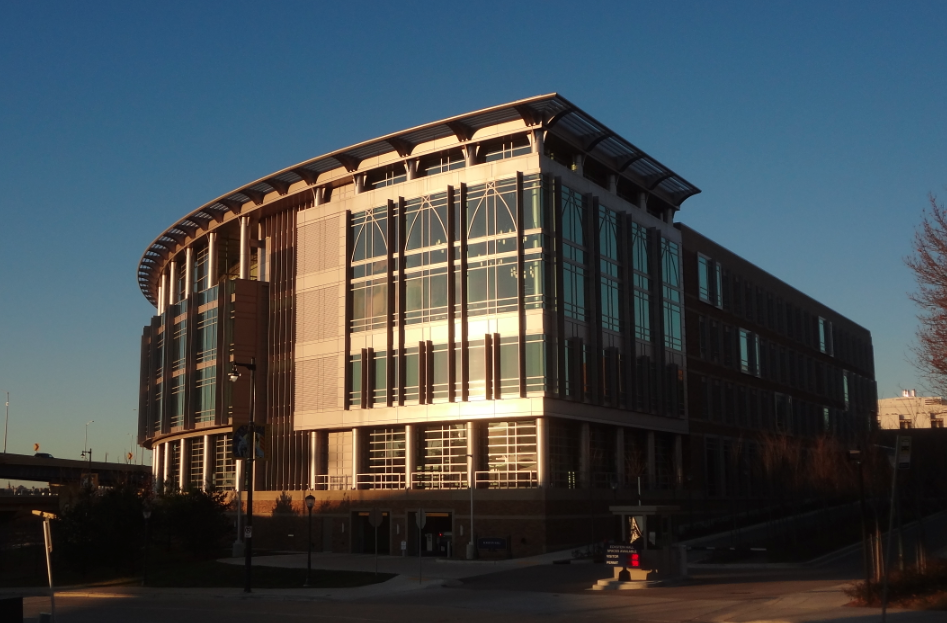
مدرسة الحقوق بجامعة ماركيت

نشأت الجامعة ككلية أسسها اليسوعيون في 28 أغسطس 1881 وسميت «كلية ماركيت»، وكان تأسيسها على يد جون مارتن هيني، أول أسقف لمدينة ميلواكي، وأُطلق عليها هذا الاسم نسبة إلى المبشر والمستكشف اليسوعي الفرنسي الأب جاك ماركيت، الذي عاش في القرن السابع عشر. وكان الهدف من إنشاء الكلية هو إتاحة تعليم كاثوليكي ميسر ماديًا للمهاجرين الألمان الجدد في المنطقة.
في سنة 1909، صارت الجامعة ـ التي اختصت في الأصل بتعليم الذكور ـ أول جامعة كاثوليكية مختلطة في العالم، وذلك عندما قبلت أول فتاة للدراسة بها.

## مكانة الجامعة

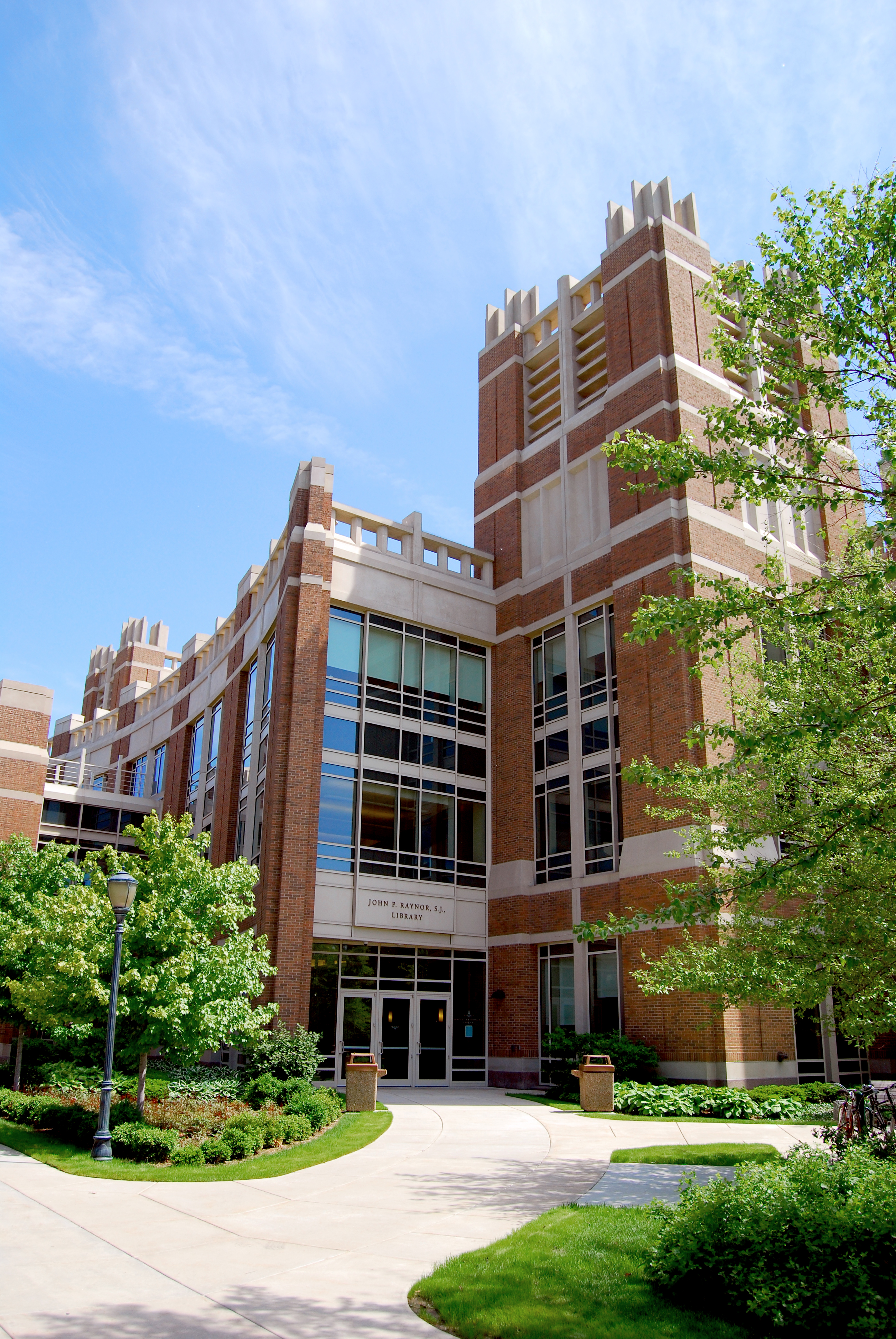
مكتبة جون راينور بالجامعة

تتمتع جامعة ماركيت بعضوية رابطة الكليات والجامعات اليسوعية، التي تضم 28 كلية وجامعة، كما تتمتع باعتراف رابطة شمال الوسط للكليات والمدارس الثانوية، ويدرس بها حاليًا نحو 12 ألف طالب، وهي واحدة من أكبر الجامعات اليسوعية في الولايات المتحدة، وأكبر جامعة خاصة في ولاية ويسكونسن.
احتلت جامعة ماركيت المركز 75 بين الجامعات الأمريكية في تقرير يو إس نيوز آند ورلد لسنة 2014، كما احتلت المركز 87 بين الجامعات البحثية الأمريكية وفقًا لتقرير فوربس.

## البرامج الدراسية
تنقسم جامعة ماركيت إلى 11 مدرسة وكلية يضمها حرم الجامعة الرئيسي في ميلواكي، وتدرس فيها الفنون المتحررة وإدارة الأعمال والتواصل وعلوم التربية والهندسة والقانون ومختلف علوم الصحة. كما تدير الجامعة أيضًا فصولًا دراسية في ضواحي منطقة ميلواكي وفي واشنطن العاصمة. ويوجد بالجامعة ما يربو على 50 برنامجًا دراسيًا للدكتوراه والماجستير، و37 برنامجًا لدراسات الخريجين.

## خريجون بارزون

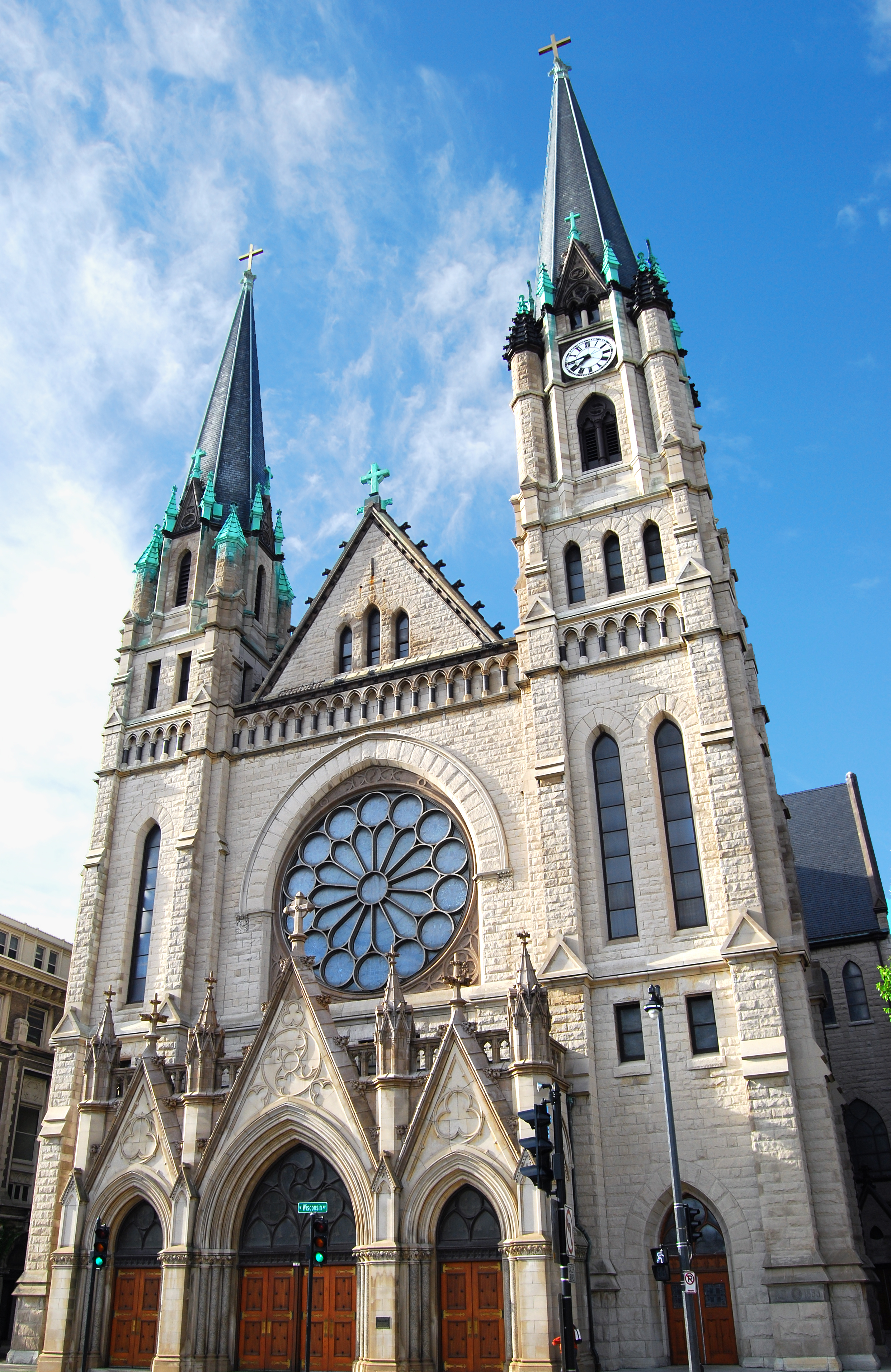
كنيسة غيسو اليسوعية داخل حرم الجامعة

حتى أبريل 2013، قدرت رابطة خريجي جامعة ماركيت عدد خريجي الجامعة الذين هم على قيد الحياة بنحو 110 ألف خريج، جميعهم يحق لهم عضوية الرابطة، ويعملون في مختلف المهن والأعمال، وقد نال بعضهم جوائز مثل جائزة بوليتزر ومنحة فولبرايت ومنحة ترومان والأوسكار وجائزة إيمي وغيرها.
من هؤلاء الخريجين:
- جاي كراودر (ولد سنة 1990): لاعب كرة سلة.[19]
- جوزيف مكارثي (1908 ـ 1957): سيناتور جمهوري أمريكي.[20]
- جون تيفت (ولد سنة 1949): سفير أمريكي.[21]
- جون فريند ماهوني (1889 ـ 1957): طبيب أمريكي، حصل على جائزة ألبرت لاسكر للأبحاث الطبية السريرية سنة 1946.
- جيمي بتلر (ولد سنة 1989): لاعب كرة سلة.
- دواين وايد (ولد سنة 1982): لاعب كرة سلة.
- دوك ريفرز (ولد سنة 1961): لاعب كرة سلة معتزل تحول إلى التدريب.[22]
- دون أميتشي (1908 ـ 1993): ممثل، حصل على جائزة الأوسكار لأفضل ممثل مساعد سنة 1985.[17]
- غوين مور (ولدت سنة 1951): سياسية أمريكية من الحزب الديمقراطي، كانت عضوًا بمجلس النواب الأمريكي.[19]
- كريس فارلي (1964 ـ 1997): ممثل وكوميدي.[23]
- ويسلي ماثيوز (ولد سنة 1986): لاعب كرة سلة محترف.[24]

## أساتذة بارزون
- أرباد إيلو: أستاذ الفيزياء بالجامعة.
- روس فينغولد: سيناتور أمريكي سابق، صار أستاذًا زائرًا بالجامعة سنة 2011.[25]
- ريتشارد ديكسون كوداهي: قاضٍ بمحكمة الاستئناف الأمريكية.

## وصلات خارجية
- الموقع الرسمي للجامعة (بالإنجليزية)